# 本田金属技術
本田金属技術株式会社（ほんだきんぞくぎじゅつ、Honda Foundry Co.,Ltd. ）は、本田技研工業系列の自動車部品メーカー。本社は埼玉県川越市、工場を川越と福島県喜多方市に構える。
本田技研工業創設者の本田宗一郎の実弟、本田弁二郎が創設者。
シリンダーヘッドやピストンなどを主力製品としている。

## 企業概略
- 本社所在地：埼玉県川越市的場1620
- 設立：1963年12月
- 資本金：12億6千万円
- 従業員数：867名